# Sparepære
En sparepære eller lavenergipære er et energibesparende alternativ til en gammeldags glødelampe. De sparepærer, som kan indplaceres i klasse A i EU's energimærkningsordning, må kaldes A-pærer.

## Lysstrøm
Den lysstrøm, en lyskilde udsender, måles i lumen (lm). En glødepære udsender typisk omkring 12 lumen pr. watt (lm/W). En sparepære har en effektivitet på omkring 75 lm/W (2005), men sparepæres effektivitet af typen lysdiodelampe, stiger stadig år for år.
Selvom en 15-20W sparepære således lyser som en 100W pære, kan den sættes i en lampe med fatning, som kun kan tåle 40W glødepærer, da varmeafgivelsen er under glødepæren med 15-20W. Det skal dog undersøges, om der er plads til sparepæren, den køles nok, og at den ikke blænder. Kølingen er vigtig ved sparepærer da de indeholder elektronik i soklen hvis levetid falder drastisk med højere temperaturer. Glødelampers levetid ændres ikke synderligt fra omgivelsestemperaturer på -20°C til 60°C.
En sparepære af typen kompaktlysstofrør har ikke fuld lysstyrke umiddelbart efter tænding, og mod slutning af livstiden falder lysstyrken. Derfor kan der argumenteres for at benytte kompaktlysstofrør med flere watt end nødvendigt ved pærens fylde styrke.
| Drifts- spænding Volt | Elektrisk lampe effekt (Watt) | Lampetype                                     | Fatning  | Levetid Timer            | Effektivitet Lumen/Watt | Lysstrøm Lumen ca. middel (interval) |
| --------------------- | ----------------------------- | --------------------------------------------- | -------- | ------------------------ | ----------------------- | ------------------------------------ |
| armatur               | 36                            | lysstofrør 36W/827 8: Ra>=80 27: 2700K        | G13      | 20.000                   | 93                      | 3.350                                |
| armatur               | 36                            | lysstofrør 36W/930 9: Ra>=90 30: 3000K        | G13      | 15.000                   | 78                      | 2.800                                |
| 230                   | 150                           | glødepære                                     | E27      | 1000                     | 12                      | 1.800                                |
| 230                   | 100                           | glødepære                                     | E27      | 1000                     | 13                      | 1.350 ; 1.300-1.400                  |
| 12                    | 55                            | halogenpære (bil)                             | 9006/HB4 | 1000 (testet: 150-800)   | 20                      | 1100 ; (testet: 910-1800)            |
| 230                   | 75                            | glødepære                                     | E27      | 1000                     | 13                      | 945 ; 920-970                        |
| 230                   | 15                            | kompaktlysstofrør 15W/827 8: Ra>=80 27: 2700K | E27      | 12.000                   | 60                      | 900                                  |
| 230                   | 12                            | lysdiodelampe Ra=80, 2700K                    | E27      | 25.000                   | 67                      | 806                                  |
| 230                   | 60                            | glødepære                                     | E27      | 1000                     | 12                      | 725 ; 700-750                        |
| 230                   | 43 ; 42-45                    | halogenpære                                   | E27      | 2000 (testet: 1000-1500) | 15                      | 630 (erstatte 55-60W glødepære)      |
| 230                   | 6                             | lysdiodelampe Ra>88, 2550K                    | E27      | 15.000                   | 88                      | 530                                  |
| 230                   | 40                            | glødepære                                     | E27, E14 | 1000                     | 11                      | 420 ; 410-430                        |
| 230                   | 29 ; 28-30                    | halogenpære                                   | E27, E14 | 2000 (testet: 1000-1500) | 12                      | 345 (erstatte 35-40W glødepære)      |
| 230                   | 25                            | glødepære                                     | E14      | 1000                     | 9                       | 225 ; 220-230                        |
| 12                    | 10                            | halogenpære (spot)                            | G4       | 2000                     | 14                      | 140 ; 115-160                        |

## A-pære
Det er en rigtig god ide at finde sin sparepære på A-pærelisten. Grunden er de så minimum opfylder følgende:
- Levetid på minimum 6000 timer
- Skal kunne tænde/slukke mindst ligeså mange gange som levetiden i timer - dvs mindst 6000 gange.
- Have en farvegengivelsesindeks (Ra) på større end 80

## Sparepæretyper

### Kompaktlysstofrør
Mange sparepærer er kompaktlysstofrør (forkortes CFL) som teknisk set er et lille, bøjet lysstofrør og dermed en gasudladningslampe, hvor ballasten (den elektronik, der sørger for en stabil strøm gennem gassen i røret) er sammenbygget med selve røret. Som andre lysstofrør indeholder sparepærer kviksølv i små mængder.
På grund af kviksølvet skal sparepærer afleveres på en genbrugsstation, men i Danmark afleveres kun godt halvdelen af sparepærerne på denne måde.
Et kompaktlysstofrør er oftest forsynet med fatning og udformet således, at lampen kan anvendes i gamle armaturer, der oprindelig er designet til traditionelle glødepærer.

### Lysdiodelampe
Lysdiodelamper med E27 og E14 sokkel kunne vise sig at blive fremtiden idet de straks lyser og kan have en lang levetid.